# Puyallup (tribu)
Los Puyallup son unos nativos americanos pertenecientes a las Gentes de la Costas Salish, situados en la parte occidental del estado de Washington en los Estados Unidos. 
Fueron recolocados cerca de Tacoma durante 1854, tras firmar el tratado de medicina creek. La reserva puyallup actualmente es una de las muy extendidas reservas nativoamericanas de los Estados Unidos. Se encuentra al norte del condado de Pierce, entre las ciudades de Federal Way y King County y el río Puyallup lo atraviesa. Las poblaciones con miembros de estas tribus son Tacoma, Waller, Fife, Milton, Edgewood, Puyallup, y Federal Way. La reserva puyallup tiene unos 73.935 km² y un censo del 2000 indica que hay unas 41 000 personas viviendo. Alrededor de un 72% son caucásicos, y sólo un 3,2 se autoconsideran pertenecer o descender de nativos americanos.
La tribu de los Puyallup hablaban originalmente el lenguaje Puyallup Nisqually de la familia Salishan de idiomas hablados por los pueblos de las Costa Noroeste. Ellos mismos llevan la escuela del Jefe Leschi para los miembros jóvenes en edad escolar de su tribu.
Bob Satiacum, bien conocido en los años 1960 y 1970 y un defensor de los derechos de los Nativos Americanos, particularmente de los tratados de derecho de pesca, fue un líder de la tribu de los Puyallup.
El actual representante y líder de los Puyallup es Herman Dillon.

## Emerald Queen Casino
El Emerald Queen Casino es posesión de los Puyallup. Este casino es uno de los muchos que hay en el estado de Washington, también propiedades de otras etnias amerindias. El casino se encuentra entre Tacoma y Fife.

## Gobierno
En 1936 se organizó un gobierno tribal formado acorde con el acta Wheeler Howard, donde se estipulaba que habría dos organismos que regularían las acciones de este gobierno: el Consejo Tribal y la Corte Tribal.

### Consejo Tribal
Se trata de un cuerpo electo formados por siete personas que supervisa la operación de todos los programas que la tribu maneja. El Consejo posee tanto el cuerpo administrativo como el legislativo. Este Consejo gobierna durante tres años.

### Corte Tribal
Es un cuerpo que se encarga de asegurar el correcto cumplimiento de las leyes puyallup según su propia Constitución.
- Datos: Q225469
- Multimedia: Puyallup Tribe / Q225469